# Jörg Köhlinger
Jörg Köhlinger (* 1963 in Wetzlar) ist ein deutscher Gewerkschafter. Seit 2015 leitet er den IG Metall-Bezirk Mitte. Köhlinger ist zudem IG Metall-Verhandlungsführer für die Beschäftigten der Metall- und Elektroindustrie in Hessen, Rheinland-Pfalz, dem Saarland und Thüringen sowie für die Beschäftigten der saarländischen Stahlindustrie.

## Leben
Nach Abitur und Zivildienst absolvierte er eine Ausbildung zum Industriekaufmann und arbeitete im erlernten Beruf bei den Edelstahlwerken Buderus AG in Wetzlar. Es folgt ein Studium an der Akademie der Arbeit in der Universität Frankfurt am Main.
Seit 1987 ist er Mitglied der IG Metall.
1991 wurde er Gewerkschaftssekretär der IG Metall im Bezirk Mitte.
Köhlinger hatte vielfältige Aufgaben in der IG Metall inne: Er war Bildungsreferent, verantwortete die Wirtschafts- und Strukturpolitik, war Tarifsekretär für die Metall- und Elektroindustrie und wurde 2015 vom Vorstand der IG Metall zum Bezirksleiter ernannt. Zuvor war sein Vorgänger, Armin Schild zum geschäftsführenden Vorstandsmitglied des Netzwerks Zukunft der Industrie berufen worden.
Köhlinger ist seit 2016 stellvertretender Aufsichtsratsvorsitzender der SHS (Stahl – Holding – Saar), Saarstahl AG, der Aktiengesellschaft der Dillinger Hüttenwerke und der DHS – Dillinger Hütte Saarstahl AG. Seit 2021 ist er Mitglied des Aufsichtsrates der Daimler Truck AG.
Er lebt in Frankfurt am Main, ist verheiratet und hat zwei Kinder.

## Veröffentlichungen (Auswahl)
- Jörg Köhlinger (Hrsg.): „Solidarisch in die Offensive, Beiträge für eine starke IG Metall in Betrieb, Wirtschaft und Gesellschaft.“ erscheint im Februar 2022 im VSA-Verlag, ISBN 978-3-96488-137-3
- Jörg Köhlinger/Jakob Habermann: „Das politische Mandat der Gewerkschaften im 21. Jahrhundert: Ein Zwischenruf zur Debatte“; in: Brigitte Aulenbacher u. a. (Hrsg.) „Mosaiklinke Zukunftspfade“, Münster 2021, S. 95 ff.
- Jörg Köhlinger u. a.: „Conti – jetzt gibt’s Contra, Massenentlassungen und Sozialtarifbewegungen im Continental- und Vitesco-Konzern“; in: Sozialismus, Heft 11, 2021.
- Jörg Köhlinger/Jakob Habermann: „Was kommt nach der Pandemie? Herausforderungen für die gewerkschaftliche Betriebs-, Tarif- und Organisationspolitik der IG Metall“; in: WSI-Mitteilungen Ausgabe 6, 2020.
- Jörg Köhlinger: „Tarifliche Regelungen zur Qualifizierung“; in: Kay Ohl u. a.: „Handbuch Manteltarifverträge“, Frankfurt am Main 2000, S. 395.
- Jörg Köhlinger: „Arbeitszeit und Qualifizierungszeit“; in: Hartmut Meine/Hilde Wagner (Hrsg.): „Handbuch Arbeitszeit“, 2., aktualisierte Auflage, Frankfurt am Main 2016.
- Jörg Köhlinger u. a.: „Erfolgreich gegen Betriebsschließungen. Beteiligungsorientierte Betriebs- und Tarifpolitik im IG Metall-Bezirk Mitte“, in: Sozialismus Heft 7/8.
- Armin Schild/Jörg Köhlinger: „Europa von unten. Zum Gedenken an Helmut Schauer (1937-2001)“, in: Sozialismus, Heft 12, 2011.
- Michael Ebenau/Jörg Köhlinger: „Industriepolitik in Rheinland-Pfalz aus Sicht der IG Metall“; in: Wolfgang Lemb (Hrsg.): „Industriepolitik in den Bundesländern“, Frankfurt am Main 2017, S. 303 ff.
- Jörg Köhlinger/Klaus Mehrens (Hrsg.): „Die IG Metall im Aufbruch? Beiträge zur gewerkschaftlichen Standort- und Kursbestimmung“, Hamburg 2004.